# Patrick Cassidy
Patrick Cassidy (Los Angeles, 4 gennaio 1962) è un attore statunitense.

## Biografia
Nato a Los Angeles nel 1962, figlio di Shirley Jones e Jack Cassidy; Patrick è fratello di Ryan e Shaun Cassidy, fratellastro di David Cassidy e zio di Katie Cassidy.
Attivo in campo televisivo, cinematografico e teatrale, è noto soprattutto come interprete di musical a Broadway e nel resto degli Stati Uniti. Nel 1982 ha fatto il suo debutto a Broadway nell'operetta di Gilbert e Sullivan The Pirates of Penzance, mentre nel 1985 fu Jeff Barry in Leader of the Pack, sempre a Broadway. Apprezzato interprete dell'opera di Stephen Sondheim, interpretò il narratore nella prima del musical Assassins nell'Off Broadway (1990), Robert in Company a Los Angeles (1992), John Wilkes Booth in Assassins (1995) e Fredrick in A Little Night Music a San Francisco (2015).
Nel 1998 fu Macheath ne L'opera da tre soldi a Los Angeles, mentre nel 1999 fu il protagonista Giuseppe nella tournée statunitense del musical Joseph and the Amazing Technicolor Dreamcoat. Nel 2000 recitò nel musical Anything Goes a Broadway, dove tornò a recitare anche nel 2001 in Aida e nel 2004 in 42nd Street, in cui interpretava Juliam Marsh accanto alla madre Shirley Jones. Nel 2017 ha interpretato il co-protagonista Kodaly in She Loves Me a Boca Raton, un ruolo di cui il padre fu il primo interprete a Broadway nel 1963.
È sposato con Melissa Hurley e la coppia ha avuto due figli.

## Filmografia parziale

### Cinema
- Amore di strega (Love at Stake), regia di John C. Moffitt (1987)
- Che mi dici di Willy? (Longtime Companion), regia di Norman René (1990)
- Una figlia in carriera (I'll Do Anything), regia di James L. Brooks (1994)

### Televisione
- Le impronte della vita (Choices of the Heart), regia di Joseph Sargent – film TV (1983)
- Love Boat (The Love Boat) – serie TV, 2 episodi (1984)
- Phenom – serie TV, 1 episodio (1993)
- La signora in giallo (Murder, She Wrote) – serie TV, episodio 10x19 (1994)
- Due gemelle nel Far West (How the West Was Fun), regia di Stuart Margolin – film TV (1994)
- La tata (The Nanny) – serie TV, episodio 2x25 (1995)
- Lois & Clark - Le nuove avventure di Superman (Lois & Clark: The New Adventures of Superman) – serie TV, 3 episodi (1997)
- Murphy Brown – serie TV, 1 episodio (1998)
- Love Boat - The Next Wave – serie TV, 1 episodio (1999)
- Law & Order - Unità vittime speciali (Law & Order: Special Victims Unit) – serie TV, 1 episodio (2002)
- Smallville – serie TV, 5 episodi (2002-2003)
- La vita secondo Jim (According to Jim) – serie TV, 1 episodio (2003)
- Streghe (Charmed) – serie TV, 1 episodio (2004)
- Crossing Jordan – serie TV, 1 episodio (2004)
- Senza traccia (Without a Trace) – serie TV, 1 episodio (2005)
- CSI: Miami – serie TV, 1 episodio (2007)
- E.R. - Medici in prima linea (ER) – serie TV, 2 episodio (2008)
- Castle – serie TV, episodio 4x14 (2012)
- Perception – serie TV, episodio 1x03 (2012)
- CSI - Scena del crimine (CSI: Crime Scene Investigation) – serie TV, 1 episodio (2012)
- Vicini del terzo tipo (The Neighbors) – serie TV, 1 episodio (2013)
- Major Crimes – serie TV, 1 episodio (2014)
- K.C. Agente Segreto (K.C. Undercover) – serie TV, 1 episodio (2015)

## Doppiatori italiani
Nelle versioni in italiano delle opere in cui ha recitato, Patrick Cassidy è stato doppiato da:
- Saverio Indrio in Smallville, E.R. - Medici in prima linea
- Maurizio Reti in Le impronte della vita
- Andrea Ward in La signora in giallo
- Vittorio De Angelis in La tata
- Mario Cordova in CSI: Miami
- Vittorio Guerrieri in Castle
- Alberto Bognanni in Perception
- Luca Biagini in CSI - Scena del crimine
- Pierluigi Astore in Major Crimes
- Edoardo Nordio in K.C. Agente Segreto